# Ronnie Claire Edwards
Pour les articles homonymes, voir Edwards.
Ronnie Claire Edwards est une actrice américaine, née le 9 février 1933 à Oklahoma City (Oklahoma, États-Unis) et morte le 14 juin 2016 à Dallas (Texas).

## Filmographie
- 1963 : All the Way Home : Sally
- 1974 : This Is the West That Was (TV)
- 1976 : Future Cop (TV) : Avery
- 1978 : Suspect d'office (When Every Day Was the Fourth of July) (TV) : Mrs. Najarian
- 1979 : Five Days from Home de George Peppard : Marian Lemoore, l'infirmière
- 1980 : Getting Wasted : Mrs. Carson
- 1982 : A Wedding on Walton's Mountain (TV) : Corabeth Godsey
- 1982 : Mother's Day on Waltons Mountain (TV) : Corabeth Godsey
- 1982 : A Day for Thanks on Walton's Mountain (TV) : Corabeth Godsey
- 1983 : Boone (série TV) : tante Dolly (épisodes non connus)
- 1985 : Sara (série TV) : Helen Newcomb (épisodes non connus)
- 1985 : Perfect : Melody
- 1986 : Nobody's Fool : Bingo
- 1988 : Just in Time (série TV)
- 1988 : La Dernière Cible (The Dead Pool) : Molly Fisher
- 1989 : Sweet Bird of Youth (TV) : tante Nonnie
- 1990 : Guess Who's Coming for Christmas? (TV) : Martha
- 1993 : A Walton Thanksgiving Reunion (TV) : Corabeth
- 1994 : 8 secondes (8 Seconds) : Carolyn Kyle
- 1995 : A Walton Wedding (TV) : Corabeth
- 1997 : A Walton Easter (TV) : Corabeth Godsey
- 1999 : Inherit the Wind (en) (TV) : Mrs. Haley
- 2000 : Sordid Lives : Funeral Guest
- 2003 : Sweet Potato Queens (TV)